# کارلوس گومز (بازیگر)
کارلوس گومز (به انگلیسی: Carlos Gómez) (زاده ۱ ژانویه ۱۹۶۲) بازیگر آمریکایی است.
از فیلم‌های معروف او می‌توان به بازی در فیلم های مذاکره کننده ، مصلح اشاره کرد.